# 도마리오루정

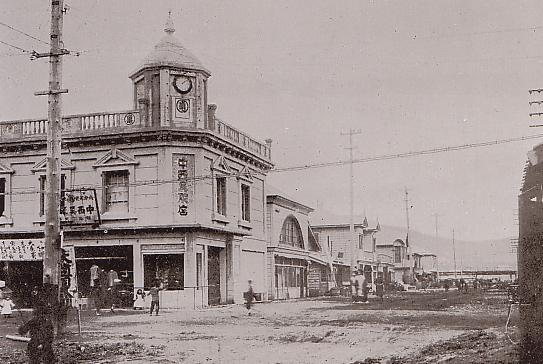
도마리오루 정의 풍경

도마리오루정(일본어: 泊居町)은 일본이 지배하던 시기의 사할린에 있던 마을이다. 법적으로는 1949년 6월 1일, 국가 행정 조직법 시행에 따라 폐지되었다. 1941년 12월 1일, 인구는 11,777명이였다. 현재는 러시아가 사할린주 토마리라는 도시로 실효 지배하고 있다.